# Вискяр (село)
 Тази статия е за селото.  За едноименната планина вижте Вискяр (планина).  
Вискяр е село в Западна България. То се намира в община Перник, област Перник.

## География
Село Вискяр се намира в планински район. Селото се намира на около 14 км от Перник и на 7 км от Брезник.

## История
Село Вискяр (Лискяр) е старо, средновековно селище, регистрирано в турските документи от средата на XV век по същото име като хас на падишах с 50 домакинства и 5 вдовици.
Името на селото е вписано и в списъците на джелепкешаните от 1576 г. към кааза Брезник.
На територията на село Вискяр са открити няколко праисторически селища и некрополи, които са датирани от Енеолита и Бронзовата епохи, които правят селото едно от най-старите и най-продължително обитавани селища в Област Перник, наред със с. Рани луг, с. Долна Секирна, с. Гърло, с. Дивотино, с. Парамун, с. Зелениград и с. Дрен.
На южния склон на седловината, в близост с голям извор, сега Еленска чешма, в местността Елен, на площ от около 200 дка. се намират археологически материали от голямо праисторическо селище. Керамичните фрагменти са от големи, дебелостенни съдове, с богато изрязана декорация. Декоративните елементи са геометрични, с дълбоко изрязани прави или пресичащи се линии и спирали. Основният тон на керамиката е сивочерен, добил при опожаряването на селището кафяв или сивочерен цвят. Битовата керамика е имала често формата на купа или на пресечен конус, с изрязано устие без периферен кант. Между керамиката често се срещат късове от опожарени стени, мазилки и огнища. Наред стези керамични материали, които разкриват селище от епохата на Енеолита, унищожено от голям пожар, се намират много по-ограничен брой фрагменти от артефакти от Бронзовата епоха. Селището е било изградено отново през Бронзовата епоха, но върху един по-малък по размери район на енеолитното селище.
Праисторическото селище от местността Еленсе намира в близост със синхроничните му и близки по време на праисторически селища от местността Черешите и местността Орехите на с. Бабица.
Друго праисторическо селище в местността Върбище (под Остри камък) е било изградено на площ от около 100 дка. На мястото при теренни проучвания през 70-те години на ХХ век археолозите са откривали фрагменти от праисторическа керамика. Те са от дебелостенни съдове, с големи размери, със сивочерен цвят. Селището се е намирало в близост с голям извор. То е разположено на планинския скат с голям наклон и материалите са твърде обезличени от поройните води. При теренното проучване археолозите попадат на материали, които позволяват датирането на това селище от епохата на Енеолита.
По време на теренни проучвания през 70-те години на ХХ век археолозите попадат и на още няколко праисторически селища в землището на с. Вискяр – в местността Вървище (под Гола могила и Ушите), в местността Камика (на южния склон на планина Вискяр), в местността Заграня и зад старото гробище, на левия бряг на река Коритце.
На площ от около 20 дка., на платото на високия бряг на река Коритце, се намират археологически материали от богато историческо селище. Наситеният с керамични фрагменти културен пласт разкрива наличието на селище, което е било изоставено при бедствие. Керамичният материал принадлежи на груби, дебелостенни, съдове, изработени от непречистена глина, с прави стени, покрити с пластични, едри орнаменти, върху които израстват езичести дръжки. Другият керамичен тип представлява добре оформени съдове, с вертикални, стройни дръжки, с елипсовидно или ръбесто сечение, украсени с изрязани линеарни орнаменти и канелюри. Богатият и разнообразен керамичен материал, добит само при теренни проучвания, разкрива, че тук е имало селище от Енеолита и от Къснобронзовата и Раннохалщастката епоха.
Непосредствено до селото в северна посока, към река Коритце на терена се очертават три ниски надгробни могилки, отстоящи на стотина метра една от друга, а земята около тях е осеяна с фрагменти от праисторическа керамика, която принадлежи на различни епохи. Наред с енеолитната керамика тук са откривани фрагменти от бронзовата епоха, аналогични на керамиката от близкото селище, от Халщатската епоха. Наличието на некропола е добре засвидетелствано от наличните ранни надгробни могили.
Към праисторическите селища открити от археолозите към богатата на поселища история на село Вискяр се добавят и античните селища открити в местността под Големи връх на Вискярска могила и местността Върбище.
На най-високата точка на Вискярската могила – Големи връх през късната античност е изградена крепост, която е заемала площ от около 20 дка. (Местните хора наричат мястото „Градището“ или „Калето“.) На терена на крепостта са откривани елементо от строителна и битова антична керамика, а също и керамични елементи от халщатската епоха. Размерите на крепостта разкриват важното ѝ стратегическо значение в района.
От двете страни на дола, който води към Голема чешма, на платото са намирани археологически материали от средновековно селище. Тук по време на теренни проучвания са разкривани огнища, слаби основи на малки къщи, железни домашни оръдия и сечива. Селището се е намирало в близост с изоставената и разрушена църква от местността Църквище и без съмнение е свързано с нея.

## Религии
След десет години работи по строежа, през месец септември 2013 г. е осветен православният храм „Св. Георги“. Знеполският епископ Йоан осветява новия храм и отслужва празнична света литургия. Идеята за изграждането на православния храм е на бившия кмет на селото – Пламен Лозанов, а през изтеклите десет години много местни жители са участвали в строителството с доброволен труд и дарени строителни материали. В книгата на дарителите за записани 118 души (сред дарителите е и името на покойната Антоанета Георгиева – бивш кмет на гр. Перник).
Дърворезбарят Румен Иванов е автор на църковния иконостас, като иконите от апостолския ред са изработени още през 2005 г. по времето на „Първи Християнски пленер на Балканите“.

## Туристически забележителности
Популярна туристическа дестинация сред планинарите последните години са развалините на късноантичната крепост „Калето“, която се намира на най-високия връх на възвишението Вискяр – „Кале“, на 1.5 км североизточно по права линия от центъра на село Вискяр. Площта ѝ е около 20 дка. Крепостта е обградена от две крепостни стени. Вътрешната стена затваря площ от около 5 дка. Крепостната стена е изградена от ломен камък с хоросанова спойка. Размерите на градежа разкриват, че калето е един от първостепенните военни пунктове между Горнострумските и Сердикийски райони. Надморска височина: 1052 м.
GPS координати: 42°43’45” С.Ш. и 22°58’28” И.Д.

## Личности
- Бриго Аспарухов (р. 1945)

## Други
През пролетта на 2006 г. село Вискяр се оказва в центъра на политически скандал предизвикан от решението на правителството на Симеон Скаскобурготски, което дава на компанията „Грит-Морел“ ЕООД концесия за камeноломна на територията на селата Вискяр, Бабица и Расник, който влиза в границите на непроучен древнотракийски некропол, включващ 28 могили.
Археолозите от Пернишкия музей отказват да дадат разрешение на фирмата за изкопни работи на терена, защото под него са намерени нови гробове и некропол. Според Василка Паунова, тогавашният директор на Пернишкия исторически музей, сондите на компанията са пробили дупки в някои от могилите. Кабинетът на НДСВ разрешава концесията, а МРРБ начело с Валентин Церовски подписва договора с фирмата през февруари 2005 г. Управителят на „Грит-Морел“ Емил Иванов твърди, че заради археолозите е изместил терена на бъдещата каменоломна. Заради нарушението общинските съветници в Перник блокират решението на правителството след шумен скандал на заседание на съвета.
През пролетта на 2008 г. скандалът с концесията дадена на „Грит-Морел“ ЕООД продължава, когато фирмата получава разрешение да добива скална маса в защитената зона „Мещица“. Жителите на селото се организират в инициативен комитет, който има за цел да спре унищожаването на микроклимата, ландшафта и хидрологичния баланс на района.